# Gustav von Watzdorf
Karl Gustav von Watzdorf (* 9. November 1818 in Dresden; † 27. März
1898 ebenda) war ein sächsischer Domherr und Politiker.

## Leben
Gustav entstammt dem alten Adelsgeschlecht der Watzdorf. Er war Sohn des sächsischen Obersteuerdirektors und Rittergutsbesitzers in Brambach Georg Friedrich von Watzdorf (1771–1830) und dessen Ehefrau Dorothee Henriette von Döring (1783–1865). Er besuchte von 1826 bis 1832 die Blochmannschen Erziehungsanstalt. Als er am 31. Mai 1859 in Dresden Marie Fanny geb. aus dem Winckel († 1860) heiratete, wird er als Domherr in Dresden bezeichnet. Das Paar hatte eine einzige Tochter, Henriette Fanny, die 1887 den Gutsbesitzer Carl Friedrich Wilhelm von Platen ehelichte. Am 12. August 1875 schloss Watzdorf eine zweite Ehe mit Antonie Julie Wilhelmine verw. von Gersdorff geb. von Eickstedt (* 1829). Diese Beziehung blieb kinderlos.
Watzdorf wurde Domherr von Meißen, ist dort als Senior und zuletzt als Domdechant nachweisbar. Am Kollegiatstift Wurzen war er zudem Domkapitular. Nach dem Tod von Eduard von Nostitz und Jänckendorf trat er während des Landtags 1857/58 am 3. Februar 1858 als Vertreter des Hochstifts Meißen in die I. Kammer des Sächsischen Landtags ein. Diesem gehörte er ununterbrochen bis zum Landtag 1893/94 an.
Er lebte in Tharandt, zuletzt wieder in Dresden. Dort starb Watzdorf Ende März 1898 im 80. Lebensjahr. Er wurde auf dem Trinitatisfriedhof beerdigt.